# British Basketball League
Pour les articles homonymes, voir BBL.
La British Basketball League (BBL) est la ligue du Royaume-Uni de basket-ball, à savoir le plus haut niveau du pays pour la catégorie masculine. La ligue a été formée en 1987 comme plus haute division de la National Basketball League, avant de s'en séparer afin d'obtenir un statut entièrement professionnel.

## Fonctionnement et historique

### Historique
La BBL possède trois compétitions : le championnat, la coupe nationale (BBL Cup) et la coupe de la Ligue (BBL Trophy).
Il ne faut pas la confondre avec la English Basketball League ou la Scottish Basketball League, qui est le second échelon du basket-ball au Royaume-Uni. Actuellement il n'y a pas de système de promotion-relégation entre les EBL, SBL et la BBL du fait que la BBL est régie par un système de franchises (comme en NBA par exemple).
Néanmoins quelques exemples dérogent à cette règle. En 2004 les Plymouth Raiders, sont, et c'est une première, élus pour monter d'une division depuis l'EBL.
En 2006, la BBL accorde cette faveur exceptionnelle aux Worcester Wolves. Le caractère exceptionnel ne s'avèrera pas permanent cette année-là. En effet le 22 juillet les Birmingham Bullets décident de faire une pause d'un an dans le championnat. Le 28 juillet les Brighton Bears en font de même, puis c'est au tour des mythiques London Towers d'annoncer leur retrait le 30 juillet. Ces désistements ont alors de graves conséquences puisqu'il ne reste que 9 franchises dans le championnat à l'aube de la saison 2006-07. C'est pourquoi les London United, eux aussi appartenant à la EBL sont invités à prendre part à la BBL le 2 août.
Ces annonces ne sont finalement pas un frein au développement de la ligue. En effet les Birmingham Bullets, alors appelés à disparaître, sont remplacés pour la saison 2007-08 par les Birmingham Panthers, franchise créée en 2007. De plus la franchise de EBL des London Capital sont, depuis le 10 mai 2007 la 12e franchise de la saison 2007-08.

### Fonctionnement
La British Basketball League regroupe 12 franchises. Chaque équipe affronte les onze autres à trois reprises, soit un total de 33 matchs lors de la saison régulière. Les huit premières équipes sont qualifiées pour les play-offs. Les quarts de finale et les demi-finales se disputent au meilleur des trois matchs, la finale se jouant sur une seule rencontre.

## Équipes
Notes
1. Un astérisque (*) indique un déménagement de la franchise.
2. Les Hemel & Watford Royals, les Leicester City Riders et les Sunderland 76ers participaient à la précédente ligue, la NBL, avant de rejoindre la BBL à sa création en 1987.
3. Les Cheshire Jets et les Sheffield Sharks ont été promis de la NBL en 1991 et en 1994 respectivement.
4. Les Durham Wildcats, les Plymouth Raiders et les Worcester Wolves ont acquis une licence de franchise afin de participer à la have BBL, en provenance de l'EBL respectivement en 2011, 2004 et 2006.

### Futures équipes
Nouvelles équipes confirmées
- Bristol Academy Flyers (pour la saison 2014-2015)[5],[6]
- East Scotland Warriors (pour la saison 2014-2015)[7]

Équipes envisagées
- Belfast (une franchise devait participer à la saison 2012-2013)[8],[9],[10],[11]
- Doncaster Eagles[12]
- East London Royals[13] mais s'est retirée pour cause de problèmes financiers[14]
- Essex Leopards (Membre actuel de l'English Basketball League, la franchise aurait dû rejoindre la BBL pour la saison 2013-2014[15] mais s'est retirée pour cause de problèmes financiers)[14]
- Leeds Carnegie[16] Leeds Carnegie a été invitée à participer à la BBL Cup 2013-2014.
- Reading Rockets[17],[18] renouvelle son offre[5],[19]

## Anciennes équipes
- Birmingham Bullets (1987-1988 et 1991-2006)
- Brighton Bears (1987-2006)
- Calderdale Explorers (1987-1988)
- Crystal Palace fusion avec les London Towers
- Derby Storm (1987-2002)
- Doncaster Panthers (1993-1996)
- Greater London Leopards (1994-2003)
- Guildford Kings (1987-1994) connus également comme Glasgow Rangers puis Kingston
- Livingston (1987-1989)
- Manchester Giants (1987-2003)
- Oldham Celtics (1987-1988 puis 1992-1994)
- Olympic City Giants (1987-1989)
- Portsmouth (1987-1988)
- Thames Valley Tigers (1987-2005)
- London United
- London Towers

## Palmarès
De 1987 à 1999 le championnat est composé d'une poule unique, de 1999 à 2002 il est découpé en 2 conférences (sud et nord), depuis 2002 retour à une poule unique.
| Saison                                    | Pays | Champion              | Finaliste            | Résultat |
| ----------------------------------------- | ---- | --------------------- | -------------------- | -------- |
| Carlsberg League Division One (1987-1993) |      |                       |                      |          |
| 1987-88                                   | 🇺🇸   | Golden State Warriors | Portsmouth           | 81 - 72  |
| 1988-89                                   |      | Glasgow Rangers       | Midlothian Bulls     | 89 - 86  |
| 1989-90                                   |      | Kingston Kings        | Sunderland 76ers     | 87 - 82  |
| 1990-91                                   |      | Kingston Kings        | Sunderland Saints    | 94 - 72  |
| 1991-92                                   |      | Kingston Kings        | Thames Valley Tigers | 84 - 67  |
| 1992-93                                   |      | Worthing Bears        | Thames Valley Tigers | 75 - 74  |
| Budweiser Basketball League (1993-1999)   |      |                       |                      |          |
| 1993-94                                   |      | Worthing Bears        | Guildford Kings      | 71 - 65  |
| 1994-95                                   |      | Worthing Bears        | Manchester Giants    | 77 - 73  |
| 1995-96                                   |      | Birmingham Bullets    | London Towers        | 78 - 72  |
| 1996-97                                   |      | London Towers         | London Leopards      | 89 - 88  |
| 1997-98                                   |      | Birmingham Bullets    | Thames Valley Tigers | 78 - 75  |
| 1998-99                                   |      | London Towers         | Thames Valley Tigers | 82 - 71  |
| Dairylea Dunkers Championship (1999-2000) |      |                       |                      |          |
| 1999-00                                   |      | Manchester Giants     | Birmingham Bullets   | 74 - 65  |
| British Basketball League (Depuis 2000)   |      |                       |                      |          |
| 2000-01                                   |      | Leicester Riders      | Sheffield Sharks     | 84 - 75  |
| 2001-02                                   |      | Chester Jets          | Sheffield Sharks     | 93 - 82  |
| 2002-03                                   |      | Scottish Rocks        | Brighton Bears       | 83 - 76  |
| 2003-04                                   |      | Sheffield Sharks      | Chester Jets         | 86 - 74  |
| 2004-05                                   |      | Newcastle Eagles      | Chester Jets         | 78 - 75  |
| 2005-06                                   |      | Newcastle Eagles      | Scottish Rocks       | 83 - 68  |
| 2006-07                                   |      | Newcastle Eagles      | Scottish Rocks       | 95 - 82  |
| 2007-08                                   |      | Guildford Heat        | Milton Keynes Lions  | 100 - 88 |
| 2008-09                                   |      | Newcastle Eagles      | Everton Tigers       | 87 - 84  |
| 2009-10                                   |      | Everton Tigers        | Glasgow Rocks        | 80 - 72  |
| 2010-11                                   |      | Mersey Tigers         | Sheffield Sharks     | 79 - 74  |
| 2011-12                                   |      | Newcastle Eagles      | Leicester Riders     | 71 - 62  |
| 2012-13                                   |      | Leicester Riders      | Newcastle Eagles     | 68 - 57  |
| 2013-14                                   |      | Worcester Wolves      | Newcastle Eagles     | 90 - 78  |
| 2014-15                                   |      | Newcastle Eagles      | London Lions         | 96 - 84  |
| 2015-16                                   |      | Sheffield Sharks      | Leicester Riders     | 84 - 77  |
| 2016-17                                   |      | Leicester Riders      | Newcastle Eagles     | 84 - 63  |
| 2017-18                                   |      | Leicester Riders      | London Lions         | 81 - 60  |

## Bilan par club
| National Basketball League / British Basketball League |        |                                                                                               |
| Franchise                                              | Titres | Année                                                                                         |
| Newcastle Eagles                                       | 6      | 2004-05, 2005-06, 2006-07, 2008-09, 2011-12, 2014-15                                          |
| Leicester Riders                                       | 4      | 2000-01, 2012-13, 2016-17, 2017-2018                                                          |
| Guildford Kings                                        | 4      | 1988-89 (en tant que Glasgow Rangers), 1989-90, 1990-91, 1991-92 (en tant que Kingston Kings) |
| Brighton Bears                                         | 3      | 1992-93, 1993-94, 1994-95 (en tant que Worthing Bears)                                        |
| Birmingham Bullets                                     | 2      | 1995-96, 1997-98                                                                              |
| London Towers                                          | 2      | 1996-97, 1998-99                                                                              |
| Mersey Tigers                                          | 2      | 2009-10 (en tant qu'Everton Tigers), 2010-11                                                  |
| Sheffield Sharks                                       | 2      | 2003-04, 2015-16                                                                              |
| Midlothian Bulls                                       | 1      | 1987-88                                                                                       |
| Manchester Giants                                      | 1      | 1999-00                                                                                       |
| Cheshire Phoenix                                       | 1      | 2001-02 (en tant que Chester Jets)                                                            |
| Glasgow Rocks                                          | 1      | 2002-03 (en tant que Scottish Rocks)                                                          |
| Surrey Heat                                            | 1      | 2007-08 (en tant que Guildford Heat)                                                          |
| Worcester Wolves                                       | 1      | 2013-14                                                                                       |

## BBL Cup
La BBL Cup est organisée par la British Basketball League. Il s'agit d'une sorte de coupe nationale. Elle est issue d'une scission avec l'English Basketball Association. La BBL Cup s'est disputée pour la première fois lors de la saison 2003-2004.

## BBL Trophy
Le BBL Trophy a été créé en 1987. Le BBL Trophy trouve ses origines dans une autre compétition connue comme l'Anglo-Scottish Cup ou British Master's Cup, fondée en 1984. Il s'agissait d'une compétition entre équipes anglaises et écossaises. À la suite de l'émergence de la British Basketball League face à la National Basketball League, la British Master's Cup a été remplacée par le BBL Trophy. Les équipes sont divisées en différents groupes (souvent géographiques) avant des tours finaux à élimination directe. La compétition inclut toutes les équipes de la BBL et certaines équipes de l'English Basketball League et, occasionnellement de la Scottish Basketball League, prennent part au BBL Trophy.

## Sources
1. ↑  (en) « l'article sur le site de la BBL »(Archive.org • Wikiwix • Archive.is • Google • Que faire ?) (consulté le 12 novembre 2013)
2. ↑  (en) « l'article sur le site de la BBL »(Archive.org • Wikiwix • Archive.is • Google • Que faire ?) (consulté le 12 novembre 2013)
3. ↑  (en) « l'article sur le site de la BBL »(Archive.org • Wikiwix • Archive.is • Google • Que faire ?) (consulté le 12 novembre 2013)
4. ↑  (en) « l'article sur le site de la BBL »(Archive.org • Wikiwix • Archive.is • Google • Que faire ?) (consulté le 12 novembre 2013)
5. 1 2  Mark Woods, « Edinburgh, other seeking BBL spots », MVP 24-7, 2013 (consulté le 12 janvier 2013)
6. ↑  « Bristol Flyers secure BBL place from 2014-15 campaign », BBC, 2013 (consulté le 20 juin 2013)
7. ↑  British Basketball League, « East Scotland Warriors to join BBL », 8 juillet 2013 (consulté le 8 juillet 2013)
8. ↑  Paul Gilmour, « Belfast could get a British League basketball team », BBC Sport,‎ 21 juillet 2010 (lire en ligne, consulté le 16 novembre 2011)
9. ↑  Mark Woods, « Essex pondering capital switch », MVP 24-7, 2011 (consulté le 16 novembre 2011)
10. ↑  Mark Woods, « Belfast in frame for BBL expansion », MVP 24-7, 2011 (consulté le 16 novembre 2011)
11. ↑  Colm Heaney, « Belfast aims for BBL franchise », Daily Mirror, 2010 (consulté le 16 novembre 2011)
12. ↑  Paul Goodwin, « Big time basketball set to return to Doncaster as Danum Eagles consider BBL application », South Yorkshire Times, 2013 (consulté le 12 octobre 13)
13. ↑  Mark Woods, « A Royal mess as East London out of BBL », MVP 24-7, 2012 (consulté le 9 septembre 2012)
14. 1 2  Mark Woods, « Leopards out of BBL, Royals, Tigers doubts », MVP 24-7, 2013 (consulté le 29 avril 2013)
15. ↑  « Another new team lands BBL franchise »(Archive.org • Wikiwix • Archive.is • Google • Que faire ?), BBLfans.com, 2011 (consulté le 26 juin 2012)
16. ↑  Mark Woods, « Knights in, Royals out, others on BBL », MVP247.com, 2013 (consulté le 1er juin 2013)
17. ↑  « Manchester Giants and East London Royals join BBL », HoopsFix.com, 2012 (consulté le 19 juin 2012)
18. ↑  « Reading Rockets apply to join British Basketball League », getReading, 2012 (consulté le 29 février 2012)
19. ↑  Mark Woods, « Reading still game for BBL move », MVP247.com, 2012 (consulté le 19 juin 2012)